# 瑪格達萊娜 (貝尼省)
瑪格達萊娜是玻利維亞的城鎮，位於該國東北部，由貝尼省負責管轄，距離首府特立尼達293公里，海拔高度144米，每年平均降雨量超過1,400毫米，2012年人口4,758。